# Jane Danson
Jane Danson, nombre artístico de Jane Dawson, es una actriz inglesa, más conocida por interpretar a Leanne Battersby en la serie Coronation Street.

## Biografía
Es hija de un albañil y de una trabajadora social. Tiene un hermano mayor, Paul, y una hermana menor, Alison. 
Es muy buena amiga de la actriz Georgia Taylor.
El 10 de diciembre de 2005, se casó con el actor Robert Beck, con quien tiene dos hijos: Harry Alexander Jack Beck (15 de julio de 2006) y Alfie Sam Robert Beck (26 de febrero de 2009).

## Carrera
Hizo su debut en la televisión en 1991, cuando apareció en la miniserie G.H.P., donde interpretó a Eileen Critchley. El 4 de julio de 1997, apareció por primera vez en la exitosa serie británica Coronation Street, donde interpretó a la adolescente Leanne Anika Battersby hasta 2000. En 2004 regresó a la serie y se unió de forma permanente al elenco. En 2006 se fue por seis meses debido al nacimiento de su primer hijo, Harry; sin embargo, regresó en 2007; posteriormente, se fue de nuevo, esta vez por cinco meses, en 2009 por el nacimiento de su segundo hijo, Sam, y más tarde regresó a la serie.
Entre 2001 y 2002, interpretó a la enfermera Samantha Docherty en la serie Always and Everyone. En 2003 apareció como personaje recurrente en la serie The Bill, donde interpretó a la primera oficial de policía en ser lesbiana, Gemma "Gem" Osbourne; anteriormente, había aparecido en la serie por primera vez en 1993, cuando interpretó a Debbie Fisher en el episodio "Living It Down". En enero de 2007, se unió al programa Soapstar Superstar; sin embargo, fue eliminada después del segundo programa.

## Filmografía

### Series de televisión
| Año                      | Título                                | Personaje         | Notas                                 |
| ------------------------ | ------------------------------------- | ----------------- | ------------------------------------- |
| 1997-2000, 2004-presente | Coronation Street                     | Leanne Battersby  | 1,457 episodios                       |
| 2004                     | Casualty                              | Lucy Munroe       | episodio "Dreams and Disappointments" |
| 2004                     | Doctors                               | Trish             | 3 episodios                           |
| 2003                     | The Bill                              | Gemma Osbourne    | 14 episodios                          |
| 2001 - 2002              | Always and Everyone                   | Samantha Docherty | 2 episodios                           |
| 1997                     | The History of Tom Jones, a Foundling | Betty Seagrim     | episodio # 1.1 - miniserie            |
| 1997                     | The Grand                             | Monica Jones      | 7 episodios                           |
| 1996                     | In Suspicious Circumstances           | Dorothy Pace      | episodio "Who's Sorry Now?"           |
| 1996                     | Hetty Wainthropp Investigates         | Gerry             | episodio "The Bearded Lady"           |
| 1996                     | Out of Tune                           | Chas              | tv serie                              |
| 1995 - 1997              | Children's Ward                       | Paula             | tv serie                              |
| 1991                     | G.H.P.                                | Eileen Critchley  | 7 episodios - miniserie               |

### Apariciones
| Año  | Programa           | Notas                     |
| ---- | ------------------ | ------------------------- |
| 2007 | Soapstar Superstar | concursante - 2 episodios |

## Premios y nominaciones
| Año  | Categoría                                              | Premio                    | Serie             | Resultado |
| ---- | ------------------------------------------------------ | ------------------------- | ----------------- | --------- |
| 2017 | Best Actress                                           | British Soap Award        | Coronation Street | Nominada  |
| 2011 | Best Dramatic Performance                              | Inside Soap Award         | Coronation Street | Nominada  |
| 2011 | Favourite Soap Star                                    | TV Times Award            | Coronation Street | Nominada  |
| 2011 | Best Dramatic Performance                              | British Soap Award        | Coronation Street | Ganadora  |
| 2006 | Best Storyline (junto a Johnny Briggs & Bradley Walsh) | British Soap Award        | Coronation Street | Nominados |
| 1998 | Most Popular Newcomer                                  | National Television Award | Coronation Street | Nominada  |